# Ørbæklunde
Ørbæklunde er grundlagt ca. år 1500 af Poul Laxmand under navnet Lundsgaard. Det var derefter en befæstet borg, betegnet Ørbæklundsgaard fra 1502 og kendt under sit nuværende navn Ørbæklunde fra omkring 1528. Gården ligger i Ørbæk Sogn, Vindinge Herred, Nyborg Kommune. Hovedbygningen er opført omkring 1593 og ombygget i 1750.
Ørbæklunde Gods er på 639 hektar med Æblegården, Brenderupgård og Egemosegården. Deraf blev 42 hektar fredet i 1971.
Ørbæklunde har været brugt som lokalitet i to danske film: I Historien om Hjortholm (1950) som Hjortholm Gods og i Greven på Liljenborg (1964) som Liljenborg Slot.

## Ejere af Ørbæklunde
- (1500-1502) Poul Laxmand
- (1502-1528) Jens Andersen Beldenak
- (1528-1537) Christen Pedersen
- (1537) Johan Friis
- (1537-1571) Henrik Friis
- (1571-1585) Frederik Friis
- (1585-1610) Niels Friis
- (1610-1612) Henrik Friis
- (1612-1613) Vibeke Gyldenstierne gift Friis
- (1613-1629) Slægten Friis
- (1629-1643) Jesper Friis
- (1643-1651) Elsebet Ulfeldt gift Friis
- (1651-1662) Slægten Friis
- (1662-1689) Henrik Friis / Niels Friis
- (1689-1714) Matthias Henriksen Rosenvinge
- (1714-1752) Anna Margrethe Wulf gift Rosenvinge
- (1752-1754) Niels de Bang Himmelstrup
- (1754-1757) Frederikke Sophie Rosenvinge gift Himmelstrup
- (1757-1767) Caspar Herman von Heinen
- (1767-1781) Carl Adolf von Linstow
- (1781-1809) Lauritz "Lars" Rasmussen Lange
- (1809-1848) Rasmus Lauritzen Lange (søn)
- (1848-1860) Laurentze Lindegaard gift Lange
- (1860-1884) Salomon Lindegaard Lange (søn)
- (1884-1920) Rasmus Lars Haagen Leth Lange (søn)
- (1920-1946) Bodil Langkilde gift Lange
- (1946-1961) Lars-Haagen Lange (søn)
- (1961-1989) Einer Lauritz Rasmus Salomon Lange (søn)
- (1989-1995) Einer L. R. S. Lange / Lars-Haagen Lange (søn)
- (1995-) Lars-Haagen Lange